# 牟岐町海の総合文化センター
牟岐町海の総合文化センター（むぎちょううみのそうごうぶんかセンター）は、徳島県海部郡牟岐町にある多目的ホール。

## 概要
1994年（平成6年）12月1日に開館。牟岐川の東岸にあり、多目的利用施設として500席収容のホールや展示室・和室・会議室・図書館などを備えており、様々なイベントや講座に対応できる設備が揃っている。

## 沿革
- 1994年（平成6年）12月1日 - 開館[2][3]。

## 施設
- 1F
  - 大集会室
  - 調理室
  - 和室
  - 図書館
- 2F
  - ホール
  - 控室（2室）
  - 会議室（2室）
- 3F
  - ホール

## 交通
- JR牟岐線「牟岐駅」より徒歩で約10分。
- 徳島バス・徳島南部バス「牟岐バス停」より徒歩で約8分。